# Kårup (Odsherred Kommune)
 For alternative betydninger, se Kårup. (Se også artikler, som begynder med Kårup)
Kårup er en samling gårde og husmandssteder tæt ved Kårup Skov og Ordrup i Odsherred Kommune. Hører under Fårevejle Sogn.
|  | Denne artikel om lokaliteten Kårup (Odsherred Kommune) kan blive bedre, hvis der indsættes et (bedre) billede. Du kan hjælpe ved at afsøge Wikimedia Commons for et passende billede eller lægge et op på Wikimedia Commons med en af de tilladte licenser og indsætte det i artiklen. |

55°49′02″N 11°24′30″Ø / 55.81722°N 11.40833°Ø